# Штучний добір

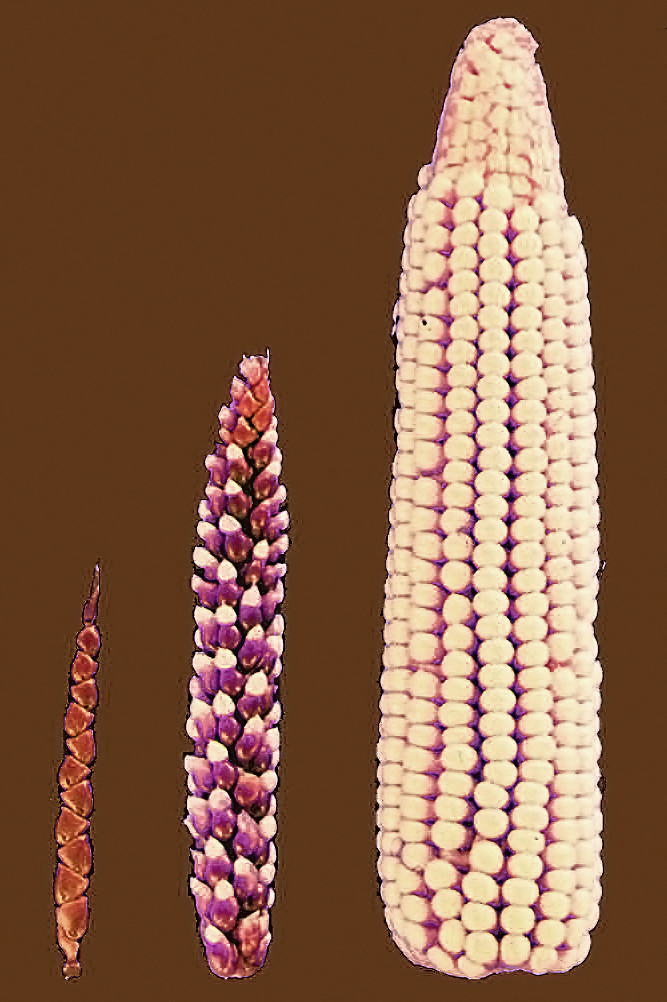
Ряд послідовних стадій виведення культурної кукурудзи з дикорослих предків.

Штучний добір — вибіркове допущення до розмноження тварин, рослин або інших організмів з метою виведення нових сортів та порід, які володіють бажаними якостями. Попередник сучасної селекції. Результатом штучного добору є різноманітність сортів рослин та порід тварин.

## Історія розвитку
Поняття, близьке до штучного добору, було висловлене перським ерудитом Абу Райан Біруні в ХІ ст. у своїй книзі, названій «Індія».[джерело?]
Основи теорії штучного добору були закладені Чарльзом Дарвіном (1859) у першому виданні книги «Походження видів…». Він показав, що штучний добір є основним фактором, що обумовлює виникнення порід домашніх тварин та сільськогосподарських рослин.

## Форми та види штучного добору

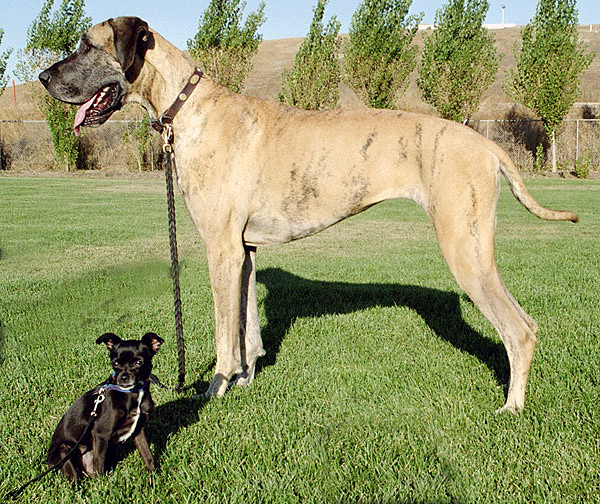
Чіхуа та німецький дог демонструють велику розбіжність у розмірах собак, яка виникла в результаті застосування штучного добору

Види штучного добору:
несвідомий — при цій формі людина зберігає найкращі екземпляри без встановлення певної мети. Здійснювався людиною вже на перших етапах одомашнення тварин та окультурювання рослин. Був основним фактором появи порід тварин та сортів рослин.
методичний — людина цілеспрямовано підходить до створення нової породи або сорту, ставлячи перед собою певні завдання. Сформувався до другої половини XVIII ст. та зберігає своє значення нині у сучасному рослинництві та тваринництві.
Методичний добір — творчий процес, що дає швидші результати, ніж несвідомий.
Штучний добір має дві форми:
Масовий — вибраковування усіх особин, які за фенотипом не відповідають породним або сортовим стандартам (його значення − збереження сталості породних та сортових якостей).
Індивідуальний — добір окремих особин з урахуванням спадкової стійкості їхніх ознак, що забезпечує удосконалення породних та сортових якостей.

## Порівняння з природним добором
Дослідження механізму та результатів штучного добору було для Ч. Дарвіна важливим етапом на шляху обґрунтування дії природного добору.
В основі штучного добору лежить мінливість ознак, їх наслідування та добір. Дарвін вказав найважливішу особливість штучного добору, яка визначає його специфічне значення у порівнянні з природним добором. Штучний добір ведеться людиною за окремими ознаками, які її цікавлять, що може приводити до дезорганізації генетичних та морфогенетичних кореляційних систем організмів, тоді як природний добір сприяє лише тим особливостям організмів, які підвищують їхню пристосованість, сприяють закріпленню цілих комплексів адаптивних ознак. Тому нерідко як побічна дія штучного добору проявляється фенотипів ефект різноманітних генів, які раніше були блоковані дією генів-репресорів у складі відповідних генетичних комплексів. У результаті фенотипові мінливість організмів, які піддаються дії природного добору, підвищується, а загальна життєздатність знижується.
У зв'язку з рецесивністю більшості мутацій, які слугують джерелом фенотипової мінливості, для швидкого закріплення нових ознак застосовують інбридинг. Останній має також негативні наслідки (знижує генетичне різноманіття, перехід у гомозиготний стан небажаних рецесивних алелей), для ліквідації яких застосовують аутбридинг, що підвищує гетерозиготність організмів.